# 마흐타브 케라마티
마흐타브 케라마티(페르시아어: مهتاب کرامتی, 영어: Mahtab Keramati, 1970년 10월 17일 ~ )는 이란의 배우이다.